# Giovanni Pietro Puricelli
Cet article comprend des extraits de la Biographie universelle ancienne et moderne de Louis-Gabriel Michaud. Il est possible de supprimer cette indication, si le texte reflète le savoir actuel sur ce thème, si les sources sont citées, s'il satisfait aux exigences linguistiques actuelles et s'il ne contient pas de propos qui vont à l'encontre des règles de neutralité de Wikipédia.
Pour les articles homonymes, voir Puricelli.
Giovanni Pietro Puricelli est un historien italien, l’un des écrivains qui se sont occupés avec le plus de succès de débrouiller l’histoire et les antiquités du Milanais.

## Biographie
Giovanni Pietro Puricelli naquit à Gallarate, en 1589. Dès son enfance, il montra beaucoup de disposition pour les lettres, et le plus vif désir de s’instruire. Après avoir terminé ses études au collège de Bréra, sous les jésuites, il prit l’habit ecclésiastique et fut chargé d’enseigner la philosophie, la théologie et l’éloquence, au grand séminaire de Milan. Le cardinal Federico Borromeo, archevêque de cette ville, le récompensa de ses services par les plus honorables emplois, et le revêtit, en 1629, de la dignité d’archiprêtre de la basilique de Saint-Laurent. L’année suivante, la peste désola Milan ; et Puricelli, qui s’était dévoué au service des malades, fut le seul des chanoines qu’épargna la contagion. « Je me souviens, dit Tiraboschi, d’avoir lu, parmi les manuscrits de la Bibliothèque Ambrosienne, la déplorable histoire, qu’il écrivit jour par jour, des ravages que la peste causa dans son chapitre. » Malgré les devoirs de son état, qu’il remplissait avec zèle, il s’occupait sans cesse de recherches d’érudition. Il recueillit un grand nombre de chartes et de diplômes, ensevelis dans la poussière des archives ou des bibliothèques, et s’en servit utilement pour éclaircir les points les plus obscurs de l’histoire ecclésiastique du Moyen Âge. Les ouvrages qu’il a livrés à l’impression sont la moindre partie de ceux qu’il avait composés, et que l’on conserve dans la Bibliothèque Ambrosienne. En lisant le catalogue qu’en a donné l’Argelati (Scriptor. Mediol., t. 2, p. 1137-1142), on ne peut qu’être étonné de la vaste érudition et de l’infatigable activité de Puricelli. Ce savant mourut à Milan, le 27 novembre 1659.

## Œuvres
Outre l’édition qu’il a publiée des deux derniers livres de l’Histoire du Milanais (Residua) par Tristano Calco, 1644, in-fol., on cite de Puricelli :
- Ambrosianæ Mediolani basilicæ monumenta, Milan, 1645, in-4°, suivant Freytag (Analect. litter.) ; 1648, in-fol., selon Argelati, inséré par Grævius, dans le tome 4 du Thesaur. antiquit. Italiæ. Tiraboschi regarde cet ouvrage comme un trésor d’érudition et de saine critique (Storia della letteratura italiana, t. 8, p. 397) ;
- Laur. Littæ civis et archiep. Mediolani vita, ibid., 1653, in-4° ;
- De SS. martyribus Nazario et Celso, ac Protasio et Gervasio historica dissertatio, ibid., 1656, in-fol. ;
- De SS. martyribus Arialdo Alciato et Herlembaldo Cotta, libri quatuor, quibus historia Mediolan. illustratur, etc., ibid., 1657 ou 1667, in-fol. ;
- Sancti Satyri confessoris, et sanctorum Ambrosii et Marcellinæ tumulus luci restitutus, ibid., 1658, in-4°. Tous ces ouvrages, dit encore Tiraboschi, sont pleins d’une érudition choisie, quoiqu’on puisse y relever quelques erreurs. Puricelli se proposait d’écrire l’histoire de l’ordre des Humiliés ; et il avait rassemblé, dans ce but, un grand nombre de documents et de pièces intéressantes, qui ont beaucoup servi à Tiraboschi pour compléter l’histoire de cet ordre.